# Frost-medál
A Frost-medál  (Frost Medal) egy irodalmi díj az Amerikai Egyesült Államokban, melyet kifejezetten költők életpályájáért oszt ki a  „Poetry Society of America”  (Amerika Költészeti Társasága).
Az irodalmi díjat először 1930-ban kapta meg három személy:
Bliss Carmen (kanadai)
George Edward Woodberry
és Jessie Rittenhouse.
A következő 53 évben a Frost-medált mindössze 11 alkalommal osztották ki költőknek, akik már pályájuk végén jártak. 1984-től kezdődően a díjat élő személy kapta meg. 1995 óta a Frost-medállal kitüntetett költő megtartja úgynevezett „Frost-medál beszédét” (Frost Medal Lecture) egy visszatekintő előadás keretében, mely a díjkiosztó ünnepség fény pontja szokott lenni.

## Díjazottak
- 2013 – Robert Bly
- 2012 – Marilyn Nelson
- 2011 – Charles Simic
- 2010 – Lucille Clifton
- 2009 – X.J. Kennedy
- 2008 – Michael S. Harper
- 2007 – John Hollander
- 2006 – Maxine Kumin
- 2005 – Marie Ponsot
- 2004 – Richard Howard
- 2002/2003 – Lawrence Ferlinghetti
- 2001/2002 – Galway Kinnell
- 2000/2001 – Sonia Sanchez
- 1999/2000 – Anthony Hecht
- 1998/1999 – Barbara Guest
- 1997/1998 – Stanley Kunitz
- 1996/1997 – Josephine Jacobsen
- 1995/1996 – Richard Wilbur
- 1994/1995 – John Ashbery
- 1993/1994 – A.R. Ammons
- 1992/1993 – William Stafford
- 1991/1992 – Adrienne Rich / David Ignatow
- 1990/1991 – Donald Hall
- 1989/1990 – Denise Levertov / James Laughlin
- 1988/1989 – Gwendolyn Brooks
- 1987/1988 – Carolyn Kizer
- 1986/1987 – Robert Creeley / Sterling Brown
- 1985/1986 – Allen Ginsberg / Richard Eberhart
- 1984/1985 – Robert Penn Warren (75. születésnapja alkalmából)
- 1983/1984 – Jack Stadler
- 1976 – A.M. Sullivan
- 1974 – John Hall Wheelock
- 1971 – Melville Cane
- 1967 – Marianne Moore
- 1955 – Leona Speyer
- 1952 – Carl Sandburg
- 1951 – Wallace Stevens
- 1947 – Gustav Davidson
- 1943 – Edna St. Vincent Millay
- 1942 – Edgar Lee Masters
- 1941 – Robert Frost
- 1930 – Bliss Carmen emlékére
- 1930 – George Edward Woodberry emlékére
- 1930 – Jessie Rittenhouse

## Külső hivatkozások
- Frost Medal and Shelley Memorial Award Winners